# Fussballclub Kärnten
El Fussballclub Kärnten fou un club de futbol austríac de la ciutat de Klagenfurt, Caríntia.

## Història
El club va ser fundat l'any 1920 amb el nom Kaufmännischer SK Klagenfurt. L'any 1927 adoptà el nom SK Austria Klagenfurt. Disputà la lliga de Kärnten fins que l'any 1960 ascendí a la lliga regional central. La temporada 1961-62 es proclamà campió d'aquest campionat. Ascendí a la primera divisió (Liga A), on hi romangué de manera intermitent fins al seu descens l'any 1989. La temporada 1992-93 el club disputava novament la Kärntner Liga.
Retornà a la lliga regional central l'any 1996, però el club no tenia la potència suficient per ascendir a la Bundesliga. Per aquest motiu els clubs de la Caríntia decidiren unir esforços. El SK Austria i el Villacher SV, de la veïna ciutat de Villach iniciaren una fase de col·laboració. El 1997 s'uniren sota el nom FC Austria/VSV, club que ascendí a la Erste Liga. El 1999 es fusionaren definitivament sota el nom de FC Kärnten.
L'any 2001 guanyà la Copa d'Àustria i la Supercopa, a més de ser campió de la Segona Divisió i ascendir a la Bundesliga. Arribà novament a la final de la Copa el 2003, essent derrotat aquest cop pel FK Austria Wien. El FC Kärnten jugà tres temporades a la Bundesliga fins al seu descens l'any 2004.
L'any 2007 es fundà el rival ciutadà SK Austria Kärnten, el qual entrà a la Bundesliga ocupant el lloc de l'ASKÖ Pasching, recentment desaparegut. Aquest fet afavorí que el FC Kärnten declinés. La temporada 2007-08 baixà a la lliga regional. El 21 de gener de 2009 cessà les seves activitats. Un nou club, el SV Austria Klagenfurt fou creat l'any 2007 com a continuador.

## Partits a Europa
- Q = Ronda classificatòria

| Temporada | Torneig   | Ronda | País | Club                  | Local | Visitant | Global |
| --------- | --------- | ----- | ---- | --------------------- | ----- | -------- | ------ |
| 2001-02   | Copa UEFA | 1     | GRE  | PAOK Thessaloniki     | 0-0   | 4-0      | 0-4    |
| 2002-03   | Copa UEFA | Q1    | LAT  | FK Liepājas Metalurgs | 4-2   | 0-2      | 6-2    |
|           |           | 1     | ISR  | Hapoel Tel Aviv       | 0-4   | 0-1      | 1-4    |
| 2003-04   | Copa UEFA | Q1    | ISL  | Grindavík             | 2-1   | 1-1      | 3-1    |
|           |           | 1     | NED  | Feyenoord             | 0-1   | 2-1      | 1-3    |

## Palmarès
- Copa austríaca de futbol:
  - 2001
- Supercopa austríaca de futbol:
  - 2001

## Entrenadors
- August Starek (1998-99)
- Walter Schachner (2000-02)
- Rüdiger Abramczik (2002-03)
- Dietmar Constantini (2003)
- Peter Pacult (2004-05)
- Nenad Bjelica (2007-09)